# Action Half-Life
Action Half-Life là bản mod dành cho tựa game bắn súng góc nhìn người thứ nhất Half-Life. Bản mod này cố gắng mô phỏng các bộ phim hành động, đặc biệt là những bộ phim do John Woo đạo diễn.
Action Half-Life là bản mod thứ hai trong sê-ri "Action".  Đầu tiên là Action Quake 2 và thứ ba là Action Unreal Tournament 2004.

## Lối chơi
Lối chơi theo kiểu truyền thống là Deathmatch; khi bắt đầu một ván, người chơi phải chọn khẩu súng lục, vũ khí độc nhất và một vật phẩm đặc biệt. Không giống như giao diện menu mua vũ khí có trong Counter-Strike, những vũ khí này miễn phí và có số lượng đạn hạn chế, điều này làm cho việc sử dụng chiến thuật trở nên quan trọng. Game cũng bao gồm mục chơi "last man standing" (trụ vững đến cùng), chơi giống như deathmatch nhưng không được hồi sinh sau khi chết.
Action Half-life còn có mục chơi đơn. Một số tính năng độc đáo trong mục này bao gồm một động tác gọi là "Adrenaline Rush", tương tự như hiệu ứng Bullet time (hiệu ứng hình ảnh xoay quanh chủ thể được sử dụng để làm chậm thời gian trong một cảnh hành động).